# Новопогостский сельсовет
Новопого́стский сельсовет (белор. Новапагосцкі сельсавет) — административная единица на территории Миорского района Витебской области Белоруссии. Административный центр — деревня Новый Погост.

## География
На территории сельсовета расположены следующие озёра: Яжгиня, Бережа, Красновское, Висяты и др.

## Состав
Новопогостский сельсовет включает 57 населённых пунктов:
- Барсучина — деревня.
- Белевцы — деревня.
- Валенторовщина — хутор.
- Висяты — деревня.
- Войтково — деревня.
- Волковщина — деревня.
- Галиевщина — хутор.
- Горяне — деревня.
- Дворище — деревня.
- Деверки — деревня.
- Денисы — деревня.
- Дехтяры — деревня.
- Дубовка — хутор.
- Дубошинский Двор — хутор.
- Заборье — деревня.
- Зарецкие — хутор.
- Змитраки — хутор.
- Катилово — деревня.
- Клётов Двор — деревня.
- Клибовщина — хутор.
- Ковалевщина — хутор.
- Колоницы — деревня.
- Красное — деревня.
- Крюковщина — деревня.
- Кублищина — деревня.
- Купчелёво — деревня.
- Лесное — хутор.
- Майоровщина — хутор.
- Малость — хутор.
- Матвеевцы — хутор.
- Махировка — хутор.
- Милейки — деревня.
- Мотевки — деревня.
- Наволока — деревня.
- Новгороды — агрогородок.
- Новый Погост — деревня.
- Овсянка — деревня.
- Ольховка — хутор.
- Осовые — хутор.
- Остров — хутор.
- Острово — деревня.
- Погнойки — хутор.
- Подольховка — хутор.
- Позняки — хутор.
- Пустошка — хутор.
- Рамелевщина — деревня.
- Румище — хутор.
- Смолевцы — деревня.
- Снеги — деревня.
- Соболевщина — деревня.
- Старый Погост — деревня.
- Томки — деревня.
- Усовцы — деревня.
- Фроловщина — деревня.
- Чепуки — агрогородок.
- Черевик — хутор.
- Юнделово — деревня.

Упразднённые населённые пункты на территории сельсовета:
- Бикировщина — хутор[4].
- Жминдино — деревня.
- Залесье — деревня.
- Колесники — деревня.
- Любиново — деревня.
- Старина — хутор.
- Струпки (СтруБки) — хутор.
- Тересполье — хутор.
- Чепуки 1 — деревня.
- Чепуки 2 — деревня.
- Шуделевщина — хутор.

## Культура
Новопогостская сельская библиотека, Чепуковская сельская библиотека, Новопогостский сельский клуб, Новопогостский сельский клуб, Чепуковский сельский Дом культуры.

## Достопримечательность
- Памятный знак в память о земляках, погибших в годы Великой Отечественной войны в д. Белевцы
- Костёл Святой Троицы в д. Новый Погост
- Храм Святителя Николая Чудотворца, 1880 г. в д. Новый Погост[5]
- Свято-Троицкая старообрядческая церковь, начало XIX в. в д. Кублищина[2]
- Обелиски в Обелиск в аг. Новгороды, аг. Чепуки, д. Волковщина[2]